# Frans Lambeau
Frans Lambeau, né le 31 juillet 1938, est un journaliste, expert et essayiste belge, spécialiste de la bande dessinée belge.

## Biographie
Frans Lambeau naît le 31 juillet 1938. Il découvre la bande dessinée enfant où il apprend à lire dans Bravo ! avec Le Rayon U, puis adolescent, grâce à ses sœurs qui lisaient ce qu’alors on appelait « histoires en images » et que méprisaient la plupart des adultes.
Sa carrière se déroule à la Banque nationale de Belgique où il exerce la profession de journaliste d’entreprise. Il prend sa retraite en 1999. L'année suivante, il publie son premier essai Bravo ! Un hebdo des années 40 publié par la Chambre belge des experts en bande dessinée. Ensuite, il fait usage d’une partie de son temps libre pour rédiger un Dictionnaire de la Bande dessinée en Belgique publié aux éditions André Versaille en 2013,. Un ouvrage qui compte 270 entrées et 240 illustrations, truffé d'anecdotes. Selon Francis Matthys de La Libre Belgique : « un ouvrage exceptionnel, inattendu autant que bienvenu, qui éclaire un pan oublié - ou si mal connu - du Neuvième art dans notre pays qui en est l’un des berceaux. » et selon Didier Pasamonik du site ActuaBD : « La moindre qualité de ce dictionnaire historique est de faire émerger des figures que l’on n’imaginait pas derrière le mythique Tintin ou le fabuleux créateur de Blake et Mortimer, Edgar Pierre Jacobs qui abandonna la carrière de baryton pour dessiner dans un journal aux qualités graphiques remarquables du nom de Bravo !. »
Trois ans plus tard, il sort un nouvel essai intitulé Dictionnaire illustré de la bande dessinée belge de la libération aux fifties (1945-1950) publié par Les Éditions de la Province de Liège. Un ouvrage qui donne suite au précédent.
En 2020, il livre l'ouvrage Une adolescence fifties, publié par les éditions Le livre actualité.
Il est membre d'honneur de la Chambre belge des experts en bande dessinée.

### Vie privée
Il réside à Watermael-Boitsfort.

## Publications

### Essais
- Frans Lambeau, Bravo ! Un hebdo des années 40, Bruxelles, Chambre belge des experts en bande dessinée, coll. « Études sur la bande dessinée » (no 2), 2000, 58 p., ill. ; 30 cm (OCLC 67084788, présentation en ligne).
- Frans Lambeau (préf. Philippe Goddin), Dictionnaire illustré de la bande dessinée belge sous l'Occupation[14],[15], Bruxelles, André Versaille, 2013, 334 p., ill. ; 21 cm (ISBN 978-2-87495-140-4 et 2874951404, OCLC 851512115, présentation en ligne).
- Frans Lambeau, Dictionnaire illustré de la bande dessinée belge : de la libération aux fifties (1945-1950)[16],[10],[17],[18], Liège, Les Éditions de la Province de Liège, 2016, 327 p., ill. ; 27 cm (ISBN 9782390100294 et 2390100295, OCLC 949771202, présentation en ligne)
- Frans Lambeau, Une adolescence fifties, Le livre actualité, 2020  (ISBN 978-2-7543-0840-3).

### Écrits
- Le cas "Bravo !", Le Collectionneur de bandes dessinées, no 97, 2002.

### Traductions
- Auderghem chemins faisant, Louis Schreyers ; traduit du néerlandais par Frans Lambeau, Nieuwkerken-Waas, Het Streekboek, 2003, 184 p.
- L'Or à la dérive : le vol de 198 tonnes d'or belge par les nazis, Walter et Jan Pluym ; traduit du néerlandais par Walter Pluym et Frans Lambeau, Waterloo, Avant-propos, 2014, 509 p.  (ISBN 978-2-930627-78-6).

#### Livre
: document utilisé comme source pour la rédaction de cet article.
- Thierry Bellefroid et Jean-Marie Derscheid, « Lambeau Frans - Essayiste », dans 77 auteurs de bande dessinée en Wallonie et à Bruxelles, Bruxelles, Wallonie-Bruxelles International, 2017, 128 p., ill. ; 26 cm (ISBN 2-930071-83-4, lire en ligne), p. 66.

#### Périodique
- Frans Lambeau (interviewé par Sophie Flamand), « Entretien : Allo Londres, ici Spirou... - Entretien avec Frans Lambeau », Casemate, no 60,‎ juin 2013 (ISSN 1964-504X).